# William Katt
William Theodore Katt, lepiej znany jako William Katt, a także jako Bill Katt (ur. 16 lutego 1951 w Los Angeles) – amerykański aktor, reżyser, scenarzysta i muzyk.

## Życiorys

### Wczesne lata
Urodził się w Los Angeles w jako syn pary aktorskiej - Billa Williamsa (Hermana Augusta Wilhelma Katta; 1915–1992) i Barbary Hale. Przebywał w łonie matki w czasie kręcenia dramatu Lorna Doone (1951). Dorastał w San Fernando Valley z siostrami - Jody (ur. 1947) i Juanitą (ur. 1953). Zaczął występować jako nastolatek. Po ukończeniu Orange Coast College, rozpoczął karierę jako muzyk.

### Kariera
Debiutował na małym ekranie w dramacie telewizyjnym CBS Night Chase (1970) u boku Davida Janssena. W grudniu 1975 uczestniczył w przesłuchaniach do roli Luke’a Skywalkera w oryginalnej Gwiezdnych wojnach (1977) George’a Lucasa u boku Kurta Russella, który przesłuchiwany był do Hana Solo. Wśród kandydatów do roli Luke’a znajdowali się także: Andrew Stevens, Robby Benson, Robert Englund, Charles Martin Smith i Will Seltzer. Rolę jednak otrzymał Mark Hamill.
Brian De Palma zaangażował go do roli licealnego dyskdżokeja w filmie Carrie (1977) z Sissy Spacek. W tragikomedii John Milius Wielka środa (Big Wednesday, 1978) zagrał młodego surfingowca Jacka Barlowa i kumpla Jana-Michaela Vincenta i Gary’ego Buseya. W westernie Richarda Lestera Butch i Sundance – Lata młodości (Butch and Sundance: The Early Days, 1979) z Tomem Berengerem pojawił się jako Harry Alonzo Longabaugh vel Sundance Kid.
Powszechną popularność zdobył jako superbohater Ralph Hinkley/Hanley w serialu ABC Największy amerykański bohater (The Greatest American Hero, 1981-83) z Robertem Culpem i Connie Selleccą. Grał postać detektywa Paula Drake’a Jr. w okresowych filmach telewizyjnych o Perry Masonie (1987–1988). Pojawił się jako Nick Calder w serialu CBS Dobre sporty (Good Sports, 1991) z udziałem Farrah Fawcett i Ryana O’Neala.

## Życie prywatne
Spotykał się z Kelly Nichols. 22 lipca 1979 poślubił Deborah Kahane, z którą ma dwóch synów: Claytona Alexandra i Emersona Huntera. Jednak 9 maja 1986 doszło do rozwodu. 10 kwietnia 1993 ożenił się z Danielle Hirsch, z którą ma córkę Dakotę i wychowywał pasierba Andrew.

## Filmografia

### Filmy fabularne
- 1977: Carrie jako Tommy Ross
- 1978: Wielka środa (Big Wednesday) jako Jack Barlow
- 1979: Butch i Sundance – Lata młodości (Butch and Sundance: The Early Days) jako Sundance Kid / Harry Alonzo Longabaugh
- 1989: Narodziny buntu (Rising Storm) jako Elliott Kropfeld
- 1993: Dalecy krewni (Distant Cousins) jako Richard Sullivan
- 1994: Cyborg 3 (Cyborg 3: The Recycler) jako Decaf
- 1994: Przerażający małolat (The Paperboy) jako Brian
- 1995: Kochany urwis 3 (Problem Child 3: Junior in Love) jako Ben Healy
- 1999: Cukiereczek (Jawbreaker) jako pan Purr
- 2007: Człowiek z Ziemi (The Man from Earth) jako Art
- 2008: Wielka gra (Big Game) jako Dave

### Seriale TV
- 1972: M*A*S*H jako P.F.C.
- 1973: Kung Fu jako Andy
- 1974: Sierżant Anderson jako Martin Wadsworth
- 1974: Rekruci (The Rookies) jako Jimmy Phillips
- 1974: Gunsmoke jako Lonnie Weeks
- 1975: Kojak jako Carey Nysrom
- 1981-86: Największy amerykański bohater (The Greatest American Hero) jako Ralph Hinkley / Ralph Hanley / Hanley
- 1991: Dobre sporty (Good Sports) jako Nick Calder
- 1993: Napisała: Morderstwo jako Derek Hartman
- 1994: Prawo Burke’a (Burke’s Law) jako Brian Cobham
- 1994: Diagnoza morderstwo jako Roland Spear
- 1994: Modelki (Models, Inc.) jako Paul Carson
- 1994: Animaniacy (Animaniacs) jako dr Roma (głos)
- 1994: Batman jako Zowie (głos)
- 1997: Siódme niebo jako detektyw Will Grayson
- 1998: Strażnik Teksasu (Walker, Texas Ranger) jako Keith Portman
- 2001: JAG jako komandor James Merrick
- 2002: Andromeda jako Eddie Aldrich
- 2002: Liga Sprawiedliwych (Justice League) jako Green Guardsman / Scott Mason (głos)
- 2002: Nagi patrol jako kongresmen George Bukaki
- 2004: JAG jako James Merrick
- 2006: Dr House jako Walter
- 2008: Herosi (Heroes) jako Jim McCann